# 牧野節子
牧野 節子（まきの せつこ、1949年5月22日 - ）は日本の児童文学作家。
日本文藝家協会会員。日本児童文学者協会会員。

## 人物・来歴
東京都生まれ。日本大学芸術学部放送学科を卒業後、電子オルガンやピアノの教師をしながら、童話や小説の創作にはげむ。
1989年、童話「桐下駄」で《小さな童話》大賞を受賞。1992年、中央公論社（現・中央公論新社）「女流新人賞」を、小説「水族館」で受賞。以降、作家に。
その後白百合女子大学、共立女子短期大学、群馬県立女子大学、武蔵野大学、駒澤大学、日本大学で講師をつとめるほか、NHK文化センター青山・NHK文化センター横浜ランドマークでも「童話・お話の書き方」を開講している。毎日文化センターでは「童話を書こう！実作講座」を対面および「通信講座」でも開講。また、日本児童文学者協会の「実作通信講座」もおこなっている。
画家・牧野邦夫は叔父。作家・牧野信一は従伯父。作曲家でアレンジャー・勝山俊一郎は実弟。

## 受賞歴
- 1989年 - 毎日新聞社主催「《小さな童話》大賞」
- 1992年 - 中央公論社主催「女流新人賞」

## 著作リスト
- 『極悪飛童』（文溪堂、1992年）
- 『ねえちゃんはプロレスラー』（国土社「どうわレストラン」、1994年）
- 『星にねがいを』（偕成社、1995年）
- 『ぽっぷ』（岩崎書店「ヤング・アダルト文庫」、1995年）
- 『パパは落語家じゅげむでラップ』（国土社「どうわレストラン」、1995年）
- 『いじわる退治ひみつ組』（学習研究社、1997年）
- 『とうさんはコケッコかんとく』（国土社、1999年）
- 『童話を書こう!』（青弓社、2000年）
- 『乗り合いUFO』（大日本図書、2001年）
- 『パパが消えた?』（学習研究社、2003年）
- 『はばたけスワンベーカリー』（汐文社、2003年） - スワンベーカリーを取材したノンフィクション
- 『童話を書こう! 実践篇』（青弓社、2003年）
- 『めろんちゃんのマジックギョーザ』（岩崎書店、2003年）
- 『グループホーム』（文溪堂、2003年）
- 『生きる力を育てる絵本シリーズ』（学研、2003年）
- 『めろんちゃんのメルヘンケーキ』（岩崎書店、2005年）
- 『さびしくないよ 翔太とイフボット』（岩崎書店「イワサキ・ノンフィクション」、2006年）
- 『めろんちゃんのドリームカレー』（岩崎書店、2006年）
- 『咪露的魔力煎餃』（東雨文化、2008年） - 2003年著書『めろんちゃんのマジックギョーザ』の中国語版
- 『幸福童話蛋糕』（東雨文化、2008年） - 2005年著書『めろんちゃんのメルヘンケーキ』の中国語版
- 『キラメキ☆ライブハウス』1-2（岩崎書店、2009年）
- 『夢見るアイドル』1-3（角川つばさ文庫、2009年）
- 『空色バレリーナ』（角川学芸出版、2010年）
- 『お笑い一番星』（くもん出版、2011年）
- 『いますぐ作家になれる楽しい文章教室〈2巻〉創作ができる』（教育画劇、2011年）
- 『童話を書こう!完全版』（青弓社、2012年）
- 『子や孫に贈る童話100』（青弓社、2014年）
- 『あぶないエレベーター』（岩崎書店、2015年）
- 『サイコーのあいつとロックレボリューション』（国土社、2016年）
- 『りとるめるへん』（デザインエッグ社、2018年）
- 『水族館』（デザインエッグ社、2021年）
- 『あこがれのユーチューバー』（国土社、2023年）

## 雑誌・新聞の主な掲載作など

### 連載

#### 季刊誌「区民グラフおおた」（大田区）
- 『あの日、あの時〜プレイバック大田』（1989年～1993年）

#### 雑誌「週刊テレビ番組」（東京ポスト）
- 『さらりと言っちゃえば・・・』（1992年4月～1994年3月）

#### 雑誌「月刊エレクトーン」（ヤマハミュージックメディア）
- 『Night & Day』（1995年4月～1997年3月）
- 『DREAM』（1997年4月～1998年3月）

#### 月刊「5年の学習」（学習研究社）
- 『ロックン・キッズ』（1999年4月～11月）

#### 月刊「読売Ｃ＆Ｌ」（カルチャーライフ）
- 『りとる・めるへん』（2001年1月～2007年9月）

#### 朝日小学生新聞（朝日学生新聞社）
- 『夢見るアイドル』（2002年7月～9月）
- 『海色ロマン』（2005年7月～9月）
- 『森のメロディー』（2007年1月～3月）
- 『星のおもちゃ屋』（2011年4月～6月）

### ルポルタージュ

#### 婦人公論（中央公論新社）
- 『ロックバンドに恋する追っかけ熟女たち』（1997年8月）
- 『別居は夫婦円満の始まり』（1998年5月7日号(4月22日発売)）
- 〈追悼ルポ〉『オバサマたちの「hide」』（1998年6月22日号(6月7日発売)）
- 〈カップルたちの秋の夜長ルポ〉『愛の万年床を覗いてみれば』（1998年10月22日号(1998年10月7日発売)）
- 〈ルポ　シングル・アゲインの醍醐味〉『私たち、バツイチならぬマルイチです』（1999年5月22日号(1999年5月7日発売)）
- 〈ルポ〉『アイドルにハマった女ごころ　彼の歌声だけが私を飛ばせてくれる』（1999年10月7日号(9月22日発売)）
- 〈ルポ　遊び上手な主婦に学べ〉『”無趣味な女”になってませんか？』（2000年10月7日号(9月22日発売)）
- 〈ルポ･アダルトファンにも衝撃〉『されどSMAPを愛す』（2001年10月7日号(9月22日発売)）
- 〈ドキドキ潜入ルポ〉『ホストクラブには゛癒し系"がいっぱい』（2002年6月7日号(5月22日発売)）
- 〈嘆息ルポ〉『こうして彼女は無二の友を見限った』（2002年9月22日号(9月7日発売)）
- 『木村拓哉の"開放区"に入ってみた』（2003年5月）
- 〈ルポ・微笑みの効用は無限大〉『ヨン様が、私たちの眠れる力を呼び覚ました』（2005年3月7日号(2月22日発売)）
- 〈お試しルポ〉『老廃物も悩みも流したい――いざ話題の岩盤浴へ』（2005年6月7日号(5月22日発売)）
- 〈ルポ・熱狂、鳴りやまず〉『フォーリーブスに捧げる乙女心は永遠に』（2006年3月22日号 (3月7日発売)）
- 〈イケメン訪ねて、イメチェンしました！〉『髪も、メイクも、服装も、成熟世代はもっと美しくなる』（2008年2月7日号 (1月22日発売)）

#### 中央公論（中央公論新社）
- 『女たちはオジサンのここが気になる』（2012年10月号(9月10日発売)）